# NGC 132
NGC 132 est une galaxie spirale intermédiaire située dans la constellation de la Baleine. NGC 132 a été découverte par l'astronome germano-britannique William Herschel en 1790.

## Caractéristiques
Sa vitesse par rapport au fond diffus cosmologique est de 5 015 ± 25 km/s, ce qui correspond à une distance de Hubble de 74,0 ± 5,2 Mpc (∼241 millions d'al).
À ce jour, trois mesures non basées sur le décalage vers le rouge (redshift) donnent une distance de 76,900 ± 1,136 Mpc (∼251 millions d'al), ce qui est à l'intérieur des valeurs de la distance de Hubble.
La classe de luminosité de NGC 132 est III et elle présente une large raie HI.

## Supernova
La supernova SN 2004fe a été découverte le 30 octobre 2004 dans NGC 132 par H. Pugh, S. Park et W. Li dans le cadre du programme conjoint LOSS/KAIT (Lick Observatory Supernova Search de l'observatoire Lick et The Katzman Automatic Imaging Telescope de l'université de Californie à Berkeley. Cette supernova était de type Ic.